# عثمان أوجلان
عثمان أوجلان (مواليد 1958 في عمرلي بمحافظة أورفة في تركيا) هو سياسي كردي متشدد والقائد السابق لحزب العمال الكردستاني، وهي منظمة كردية مسلحة.
هو الشقيق الأصغر لعبد الله أوجلان، درس عثمان في كلية تدريب المعلمين قبل انضمامه إلى حزب العمال الكردستاني عندما تأسس في عام 1978 وأمضى عامين في ليبيا. انضم عثمان إلى اللجنة المركزية في عام 1986، واللجنة التنفيذية في التسعينيات، وأصبح في المرتبة الثانية تقريبًا في قيادة حزب العمال الكردستاني، لكنه في عام 1992 تعرض للخزي بعد توقيع هدنة مع الحزبين الكرديين العراقيين الرئيسيين، الحزب الديمقراطي والاتحاد الوطني الكرديان، وسجن من قبل حزب العمال الكردستاني.
«في يونيو 1993، قاموا بإزالة كل سلطاتي»، هذا ما قاله للشرق الأوسط في مقابلة: «كنت معزولًا في زنزانة لمدة ثلاثة أشهر وتم استجوابي لمدة 52 يومًا قبل محاكمتي في فبراير 1995. استمرت المحاكمة يوم واحد فقط. تم تحذيري من أنني إذا واصلت الدفاع عن أفكاري، فسيتم إعدامي. إذا لم يكن كذلك، سيتم العفو عني. محامي؟ خارج نص السؤال. أجريت المحاكمة بموجب قانون الجبل».
في عام 1994، غادر حزب العمال الكردستاني كي يتزوج من زميلة من مقاتلي حزب العمال الكردستاني. يحظر حزب العمال الكردستاني العلاقات بين عصاباته. عاد لاحقا إلى حزب العمال الكردستاني. وفي عام 2000، أشارت إليه صحيفة ذا إندبينديت باسم «القائد الأعلى» لحزب العمال الكردستاني عندما ذكرت قناة ميديا التلفزيونية، وهي قناة تلفزيونية فضائية كردية تحت الأرض، زعمه أن السلطات التركية تريد أن يموت شقيقه.
في مارس 2003، في مقابلة مع صحفيين غربيين من ملجأه في جبال قنديل، قال عثمان: «لن نسمح أبداً بنزع سلاحنا طالما لم يتم حل القضية الكردية».
انفصل عن حزب العمال الكردستاني مرة أخرى في أغسطس 2004 لتشكيل الحزب الوطني الديمقراطي، مع حكمت فيدان لتحدي مراد كرايلان. وبعد اغتيال فيدان، اندمج الحزب مع حزب ديمقراطية الشعب.
في نوفمبر 2007، في مقابلة في أربيل، ادعى أن حزب العمال الكردستاني كان يتراجع من العراق إلى إيران. وقدر القوة الكلية لمقاتلي حزب العمال الكردستاني بنحو 7000. وقال «يوجد 2750 مقاتلا في تركيا». و«يوجد 2500 شخص في المناطق الحدودية للعراق و1500 في إيران... في الأشهر الستة الماضية، بدأ حزب العمال الكردستاني حربًا ضد إيران». متحدثاً من منزله في كويا في كردستان العراق، ادعى أن تركيا تحرم شقيقه عبد الله أوجلان من العلاج الطبي وحذر من أن الانتحاريين سيضربون المدن التركية إذا توفي في السجن. ونقلت صحيفة توداي زمان، التي تشير إليه على أنه «زعيم حزب العمال الكردستاني السابق»، وذكرت قوله: «لقد كنت جزءً من الصراع لمدة 20 عامًا؛ لكن بسبب الاختلافات الإيديولوجية، فقد انسحبت منه. الآن أنا مع مقاتلين مسلحين يدافعون عن أنفسهم، لكنني ضد حزب العمال الكردستاني».
في أغسطس 2009، ذكرت صحيفة حريت أن عبد الله أوجلان قدم التماسًا من 125 صفحة اقترح فيه التحقيق مع شقيقه عثمان بسبب صلاته بمنظمة إرغينكون.
قال أوجلان، أثناء تقييمه لانتخابات رئاسة بلدية إسطنبول لعام 2019 لقناة تي آر تي كوردية، «أكرم إمام أوغلي لم يوجه رسالة جادة إلى الأكراد. لقد فر من الأكراد قدر استطاعته وحاول أن يظل مستقلًا عنهم. حزب الشعب الجمهوري لا يملك مشروعًا للأكراد. حزب الشعب الجمهوري ليس قريبًا من الأكراد... ... لم يأخذوا الأكراد على محمل الجد ولم يأخذوهم في الحسبان». وأشار في تصريحاته إلى أن الأكراد سيدعمون عبد الله أوجلان.
اعتقد الجمهور وبعض المؤسسات الإخبارية أن أوجلان مطلوب بإشعار أحمر وقت مقابلة تي آر تي كوردية. ومع ذلك، كُشف لاحقًا أن أوجلان لم يكن مطلوبًا رسميًا من قبل تركيا أو الإنتربول. أدلى رئيس الجمهورية التركية، رجب طيب أردوغان، بتصريح بخصوص المقابلة قائلًا: «لا أعرف أن عثمان أوجلان مطلوب بإشعار أحمر».

## وفاته
تُوفي عثمان أوجلان يوم الإثنين 15 نوفمبر 2021 في إحدى مستشفيات مدينة أربيل بالعراق، بعد أن نُقل إليها لتلقي العلاج في صباح اليوم نفسه، إثر إصابته بفيروس كوفيد 19. جديرٌ بالذكر أيضًا أن أوجلان كان قد فقد قدرته على الحركة والكلام نتيجة لجلطة دماغية تعرض لها في شهر يوليو 2021.